# Coreia do Sul nos Jogos Olímpicos de Verão de 1984
A Coreia do Sul competiu nos Jogos Olímpicos de Verão de 1984, realizados em Los Angeles, Estados Unidos.